# O.J. 심슨 사건 파일
《O.J. 심슨 사건 파일》(The Murder of Nicole Brown Simpson)은 미국에서 제작된 다니엘 파랜즈 감독의 2020년 범죄, 스릴러 영화이다. 미나 수바리 등이 주연으로 출연하였고 에릭 브레너 등이 제작에 참여하였다.
이 영화는 과도하게 부정적인 평가를 받았다.

## 출연

### 주연
- 미나 수바리
- 닉 스탈

### 조연
- 아그네스 브루크너
- 타린 매닝
- 드류 로이
- 진 프리먼

## 제작진
- 배역: 딘 E. 프롱크
- 배역: 도날드 폴 펨릭